# Xian de Zezhou
Le xian de Zezhou (泽州县 ; pinyin : Zézhōu Xiàn) est un district administratif de la province du Shanxi en Chine. Il est placé sous la juridiction de la ville-préfecture de Jincheng.

## Démographie
La population du district était de 513 428 habitants en 1999.